# Stronger (álbum de Sara Evans)
Stronger é o sexto álbum de estúdio da cantora Sara Evans, lançado em 8 de Março de 2011.

## Faixas
1. "Desperately" (Sara Evans, Marcus Hummon) — 3:13
2. "A Little Bit Stronger" (Luke Laird, Hillary Lindsey, Hillary Scott) — 5:04
3. "My Heart Can't Tell You No" (Simon Climie, Dennis Morgan) — 4:33
4. "Anywhere" (Matt Evans, Jaren Johnston) — 4:06
5. "Alone" (Brian Henningsen, Aaron Henningsen) — 3:25
6. "Ticket to Ride" (S. Evans, Leslie Satcher) — 4:22
7. "Life Without Losing" (Barry Dean, Andrew Dorff, S. Evans, Laird) — 3:42
8. "What That Drink Cost Me" (Nathan Chapman, M. Evans, S. Evans) — 4:00
9. "Wildfire" (Kara DioGuardi, Marti Frederiksen, M. Evans, S. Evans) —3:38
10. "Born to Fly" (versão bluegrass) (S. Evans, Hummon, Darrell Scott) — 3:36

## Receção

### Comercial
O álbum estreou no nº 6 da Billboard 200 e no nº 1 do Billboard Top Country Albums, com vendas de 55 mil cópias na primeira semana. Até à data, o disco vendeu mais de 149 mil cópias nos Estados Unidos.

## Desempenho nas paradas musicais
| Parada musical (2011)               | Posição |
| ----------------------------------- | ------- |
| Estados Unidos - Country Albums     | 1       |
| Estados Unidos - Billboard 200      | 6       |
| Estados Unidos - Top Digital Albums | 9       |